# Ede Erdely
Ede Erdély (n. 25 noiembrie 1972, Târgu Secuiesc, județul Covasna) este un om de afaceri.
A fost activ in anii 1990-2010 în acțiuni  de privatizare organizate de statul român, dar și în licitații de vânzări active ale unor firme aflate în procedură de faliment. 
Printre primele privatizări la care a participat, dupa anul 1995 a fost activ în achiziția unor societăți de mecanizare în agricultură (Agromec)  la un moment în care acestea, odată cu trecerea de la comunism la capitalism după anul 1989, nu își mai aveau sensul economic, întrucât nu mai aveau clienții de tip CAP (Cooperativă Agricolă de Producție) pe care să îi deservească. 
Pentru implicarea sa în anumite licitații de mai mare anvergură la finalul anilor '90, a fost șicanat de cercurile de influență din acea perioadă. În pofida tuturor șicanărilor, a reușit să își dovedească nevinovăția.
În campania de șicanare și denigrare a acestuia, a fost acuzat că a obținut în mod fraudulos societatea Ramtex din Gheorgheni printr-o licitație trucată. Astfel de acuzații nereale au fost publicate în presă apelând la dreptul de libertate de expresie, deși au fost acțiuni vădite de defăimare.
În aceeași campanie de șicanare au fost implicați, ca victime, și membri din familia sa:
- Mama lui Ede Erdely, Ecaterina Ederly, a fost acuzată că a obținut terenul Sere Sânpetru de la Agenția Domeniilor Statului (ADS)[3]
- Ede Erdely a fost acuzat, nedrept, că intermediul nepotului său, Ambrus Ferenc, a obținut în concesiune de la ADS, fără licitație și un teren situat în apropierea serelor, teren revendicat spre retrocedare de Primăria Sânpetru[4]. Cu toate aceste acuzații, nici o acțiune de cercetare penală nu a fost declanșată, întrucât acuzațiile de presă nu au fost sustenabile.
- În martie 2002, Janos Erdely, fratele lui Ede Erdely, a fost acuzat de fals, uz de fals și complicitate la delapidare. Această acuzație nu a condus la o condamnare.

Cu toate șicanările avute de acesta, Ede Erdely și-a putut dovedi nevinovăția.